# The Spirit of the Flag
Pour plus de détails, voir Fiche technique et Distribution.
The Spirit of the Flag est un film muet américain réalisé par Allan Dwan et sorti en 1913.

## Fiche technique
- Réalisation : Allan Dwan
- Scénario : Wallace Reid
- Date de sortie : États-Unis : 7 juin 1913

## Distribution
- Wallace Reid : Dr Reid
- Pauline Bush
- Jessalyn Van Trump : Bonita
- Arthur Rosson
- David Kirkland
- Marshall Neilan